# Windows NT 3.5
Windows NT 3.5 Microsoftov operacijski sistem, ki je izšel 21. septembra 1994. Je druga izdaja linije sistemov Windows NT.
Eden izmed glavnih ciljev med razvojem Windows NT 3.5 je bil pospešiti delovanje sistema, zaradi česar je dobil kodno ime Daytona po dirkališču na Floridi.

## Novosti
Windows NT 3.5 obstaja v dveh izdajah, NT Workstation in NT Server, ki sta enakovredni izdajama NT in NT Advanced Server iz Windows NT 3.1.
V tej izdaji je bil nov zagonski zaslon. Uporabniški vmesnik je bil posodobljen, da se je ujemal z vmesnikom Windows for Workgroups 3.xx. Dodana je bila podpora za dolga imena datotek (do 255 znakov) na datotečnih sistemih FAT. Posodobljena je bila tudi podpora za povezovanje in vdelovanje predmetov (OLE) z različice 1.0 na 2.0. Windows NT 3.5 se je izkazal za hitrejšega od NT 3.1 in manj potratnega glede pomnilnika.
Sistema Windows NT 3.5 ni bilo mogoče namestiti na računalnike s procesorjem, novejšim od izvirnega Pentium (generacije P6 ali novejše). To napako je odpravil Windows NT 3.51. Namestitev NT 3.5 na naprave z novejšim procesorjem je bilo možno doseči tudi s spremembo nekaterih datotek na namestitveni zgoščenki.

## Različici
- Windows NT Workstation
- Windows NT Server